# میلاد امینی‌موحد
میلاد امینی‌موحد (زاده 9 آبان 1368 در اهواز) روحانی شیعه، نویسنده و مستندساز صدا و سیمای جمهوری اسلامی ایران است. او عضو گروه فرهنگ و معارف اسلامی شبکه سه سیما و رئیس شورای عالی فضای مجازی استان خوزستان در سال 98 تا 99 بود. وی در سال 96 جشنواره هنر آسمانی به عنوان کارگردان نمونه  و در سال 98 در جشنواره جنات وابسته به شورای هماهنگی مراکز حوزوی  برگزیده شد.

## تحصیلات
سطح 4 حوزه علمیه خوزستان و مقطع کارشناسی ارشد رشته مدیریت رسانه از دانشگاه صدا و سیما و دکتری دانشگاه ادیان و مذاهب در رشته مدیریت رسانه است.

## کتاب‌ها
- بهشت اینجاست: ۱۴ نکته ای که مدیر هیئت باید بداند [۳]

## برنامه های تلویزیونی
- روایت هیات - شبکه افق
- خاکریزهای خوزستان - شبکه سه سیما
- موکب - سیمای خوزستان

## فیلم کوتاه
- مجموعه تو همیشه زنده ای
- فیلم کوتاه مترجم
- فیلم کوتاه حلزون
- فیلم کوتاه زنگ انشا
- فیلم کوتاه مرد تشکیلات

## مستند
- شهدای حله (از حله تا کربلا)
- پایتخت موکب ها
- دعوتی
- روایت جهاد [۴]
- ضیافت علوی
- زمان حسین
- ما اهل کوفه هستیم
- چشم به راه
- ضیافت فرات
- ضیافت زوار
- دو روز قبل از 9 دی
- مستند موشن “در امتداد حسین”
- مستند “زنگ اعتکاف”
- مستند توصیفی “منطقه عملیاتی”
- مستند مصباح عزیز

## جوایز
- رتبه دوم جشنواره ملی روایت جهاد در بخش مدیا حرفه‌ای [۵]
- رتبه اول نخستین سوگواره بین المللی ملت [۶]
- رتبه اول سومین جشنواره فیلم کوتاه طنین مسجد [۷]
- رتبه اول جشنواره سرزمین نور خوزستان  [۸]
- رتبه برگزیده بخش نماهنگ در مهرواره «هوای نو» [۹]